# Voitsried
Voitsried ist ein Ortsteil der Stadt Rötz im Landkreis Cham des Regierungsbezirks Oberpfalz im Freistaat Bayern.

## Geografie
Voitsried liegt 1 Kilometer östlich der Bundesstraße 22 und 4 Kilometer nördlich von Rötz. Die Ortschaft liegt zu beiden Seiten des Rötzbachs.

## Geschichte
Die Ortsnamenforschung kennzeichnet die auf -ried (auch: -reuth, -rieth) endenden Ortsnamen ebenso wie die auf -grün endenden als Ortsnamen der Rodungszeit im 13. und 14. Jahrhundert.
Voitsried (auch: Vohtisriut, Voyzried, Voiczrewt, Feutsreut, Voitzrieth, Foizriedt, Voitsrieth, Voithsriedt, Foidsried) wurde 1194 erstmals schriftlich erwähnt. In einer Urkunde von 1194 erschien Rudolfus de Vohtisriut als Zeuge einer Schenkung zugunsten des diepoldingischen Hausklosters Reichenbach. Im 12. Jahrhundert lag Voitsried  im Einflussbereich der Altendorfer-Leonberger, die in Voitsried Lehen hatten.
1296 gab Waltherus de Wartperch Zehnte in Voitsried zugunsten des Klosters Schönthal an Wernhard Graf von Leonsberg zurück. 1307 schenkte Heinrich von Stammheim dem Kloster Schönthal ein Gut in Voitsried. 1315 verkauften die Warberger ihre Zehentrechte der dritten Garb über das Dorf Voitsried an das Kloster Schönthal.
1423 verpfändete Wilhelm Sazenhofer zum Frauenstein seine Lehen auf dem Blechhammer zu Voitsried an Hintschik Pflug auf Burg Schwarzenburg. Im Verzeichnis der Erträge des Klosters Schönthal von 1429 wurde Voitsried aufgeführt. Auch im Verzeichnis der grundbaren Dörfer, Höfe, Güter, Sölden und Mühlen des Klosters Walderbach von 1596 erschien Voitsried mit zwei Höfen und einer Sölde.
1505 verkaufte Jorg Rornstetter von der Rornstatt Jacoben Zolners Gut einschließlich Mannschaft zu Voitsried an Heinrich von Gutenstein zu Schwarzenburg. 1522 erschien Voitsried mit 7 Amtsuntertanen zum Amt Rötz zugehörig. Im Jahr 1522 gehörten Untertanen in Voitsried zum Kastenamt Rötz. In einem Verzeichnis von 1588 wurden für Voitsried 5 Höfe, 1 Gut, 1 Mühle und Mannschaften als zur Frais Schwarzenburg gehörig aufgeführt.
1622 gab es dort 1 Mühle, 7 Mannschaften. In den Steuerunterlagen des Pflegamts und der Stadt Rötz von 1630 wurde das Amt Rötz in Viertel eingeteilt. Voitsried gehörte zum 1. Viertel. Es hatte 5 Höfe, 1 Gut, 1 Hütmann, außerdem einen Hof und ein Gütl zur Hofmark Treffelstein gehörig.
In den Jahren 1755 und 1776 wurde Voitsried erwähnt. 1792 gehörten in Voitsried 2 Anwesen zur Hofmark Arnstein und Hiltersried (inkorporiert nach Herzogau). 1808 hatte Voitsried 8 Anwesen, eine Mühle, ein Hüthaus. Außerdem 4 Anwesen, die zum Kloster Schönthal grundbar waren und ein Anwesen zum Kloster Walderbach.
1808 wurde die Verordnung über das allgemeine Steuerprovisorium erlassen. Mit ihr wurde das Steuerwesen in Bayern neu geordnet und es wurden Steuerdistrikte gebildet. Dabei wurde Voitsried Steuerdistrikt. Der Steuerdistrikt Voitsried bestand aus den Dörfern Katzelsried, Pillmersried und Voitsried.
1820 wurden im Landgericht Waldmünchen Ruralgemeinden gebildet. Dabei kam Voitsried zur Ruralgemeinde Pillmersried. Zur Ruralgemeinde Pillmersried gehörten die Dörfer Katzelsried mit 7 Familien, Pillmersried mit 24 Familien und Voitsried mit 12 Familien.
1972 wurde die Gemeinde Pillmersried und damit auch Voitsried nach Rötz eingegliedert.
Voitsried gehört zur Pfarrei Heinrichskirchen, Nebenkirche Pillmersried, früher Pfarrei Rötz, Filiale Heinrichskirchen. 1997 hatte Voitsried 64 Katholiken.

## Einwohnerentwicklung ab 1820
| Jahr | Einwohner   | Gebäude |
| ---- | ----------- | ------- |
| 1820 | 12 Familien | k. A.   |
| 1838 | 92          | 11      |
| 1861 | 81          | 38      |
| 1871 | 68          | 61      |
| 1885 | 83          | 11      |
| 1900 | 72          | 11      |
| 1913 | 66          | 11      |

| Jahr | Einwohner | Gebäude |
| ---- | --------- | ------- |
| 1925 | 98        | 16      |
| 1950 | 63        | 11      |
| 1961 | 67        | 10      |
| 1970 | 75        | k. A.   |
| 1987 | 69        | 15      |
| 2011 | 59        | k. A.   |

## Denkmalschutz
Auf dem Hof Voitsried Nr. 7 gibt es eine Ende des 19. Jahrhunderts gebaute denkmalgeschützte Kapelle. Es handelt sich um einen polygonal schließenden und abgewalmten Satteldachbau mit Firstkreuz und Rahmengliederungen. Im Hof Voitsried Nr. 9 und in einem Hof am südlichen Ortsrand befindet sich je ein denkmalgeschütztes Kreuz.